# Kirche von Othem

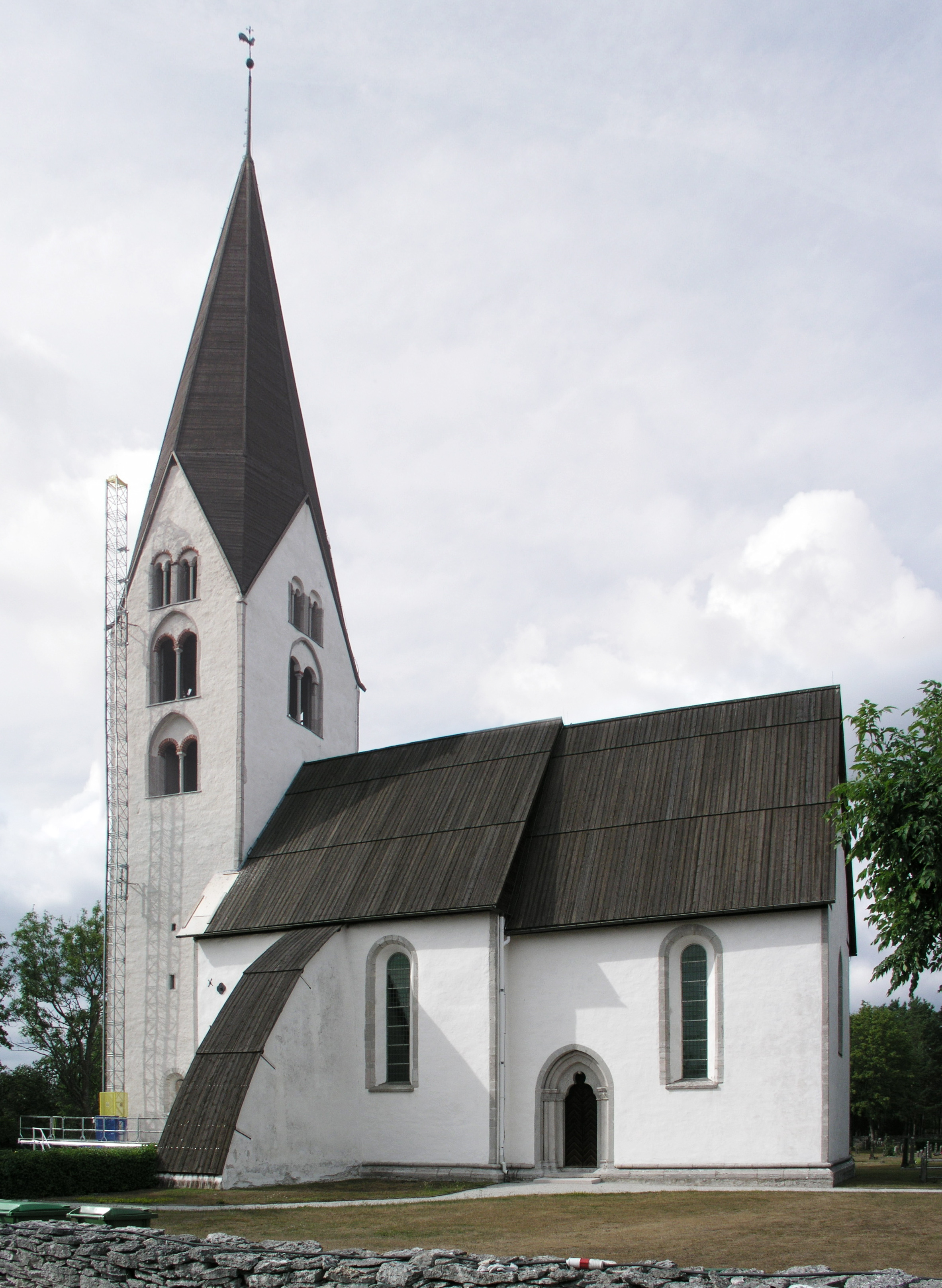
Blick auf die Kirche von Othem von Südosten

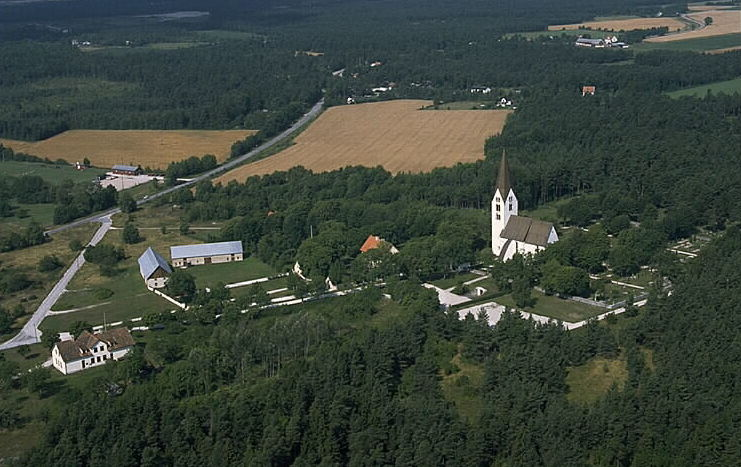
Kirche von Othem Luftbild

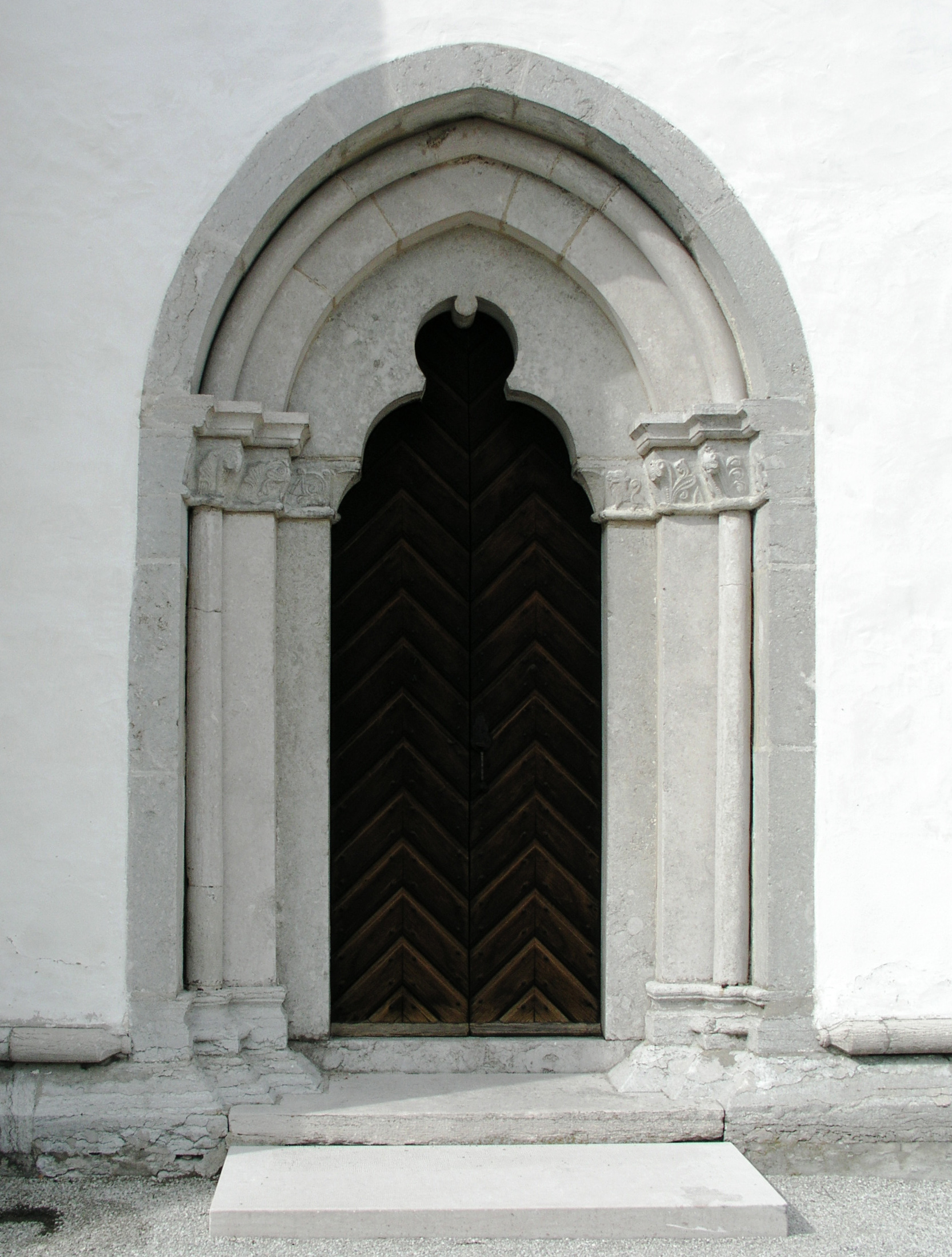
Kirche von Othem Chorportal

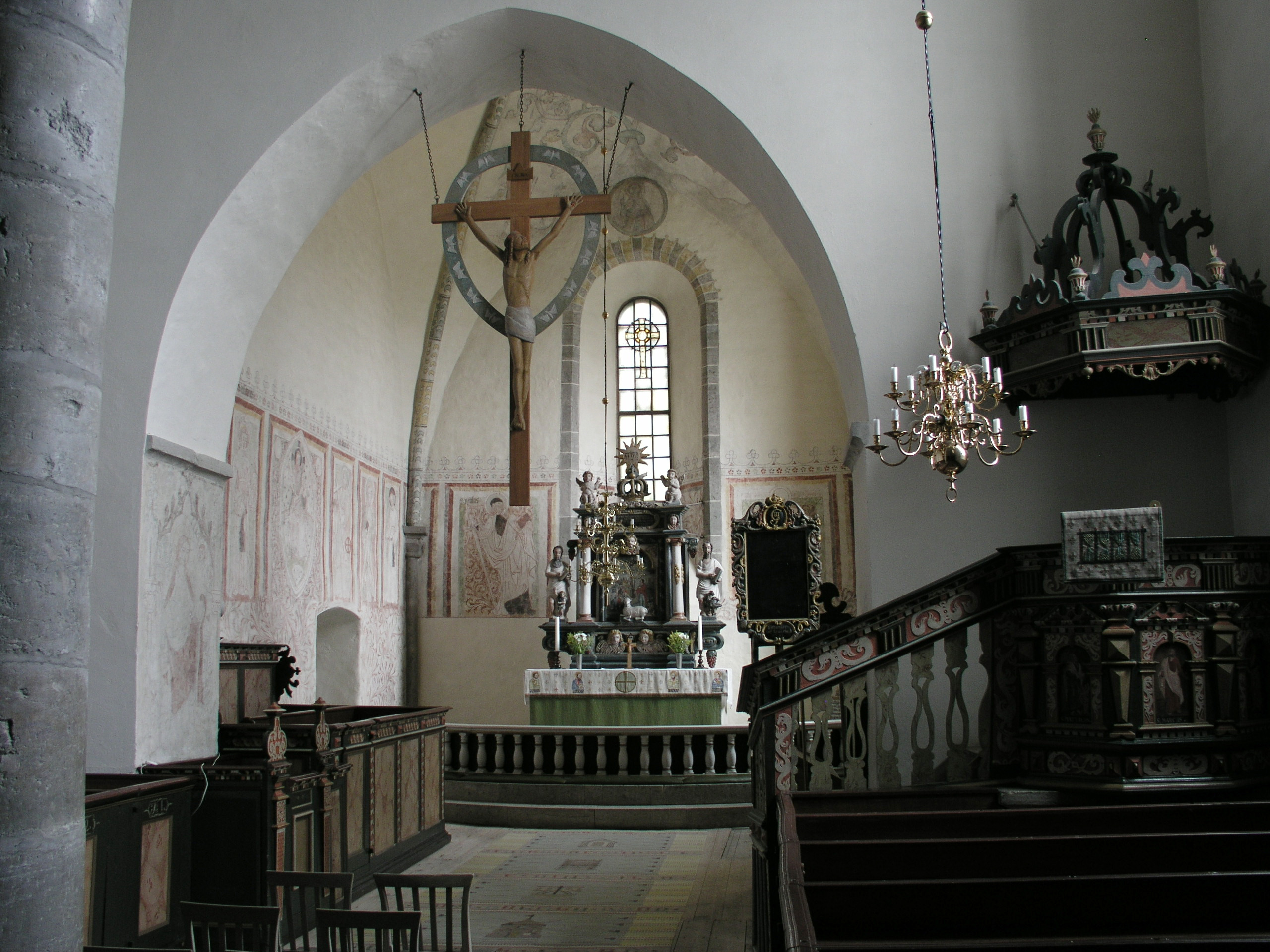
Kirche von Othem, Chor

Die Kirche von Othem (schwedisch Othem kyrka) ist eine romanische Landkirche auf der schwedischen Insel Gotland.  Sie gehört zur Kirchengemeinde (schwed. församling) Othem-Boge im Bistum Visby.

## Lage
Die Kirche liegt 29 km nordöstlich von Visby und 5,5 km nordwestlich von Slite im nördlichen Landesinnern von Gotland.

## Kirchengebäude
Die Kirche von Othem ist eine weiß verputzte romanische Kirche, die aus Kalkstein gebaut ist. Sie hat schmale Fenster mit Rundbögen, einen schmaleren Chor im Osten und einen spitzen Turm im Westen. Der Turm ist mit Paaren von rundbögigen Öffnungen in drei Stockwerken versehen. Auf der Südseite der Kirche sind zwei Eingangsportale. Diese sind beide spitzbogig mit passgeformter Tympanonkontur, und sie haben beide Gewächsornamemente auf den Kapitellbändern. Das größere Portal zum Langhaus ist mit einem Wimperg ausgestattet. Das Chorportal ist in seinen Details feiner ausgearbeitet. Auf der Nordseite des Langhauses gibt es ein wiederhergestelltes romanisches Portal, das noch von einer früheren Steinkirche stammt. Die Sakristei liegt nördlich des Chores. Mitten an der Südseite des Langhauses steht eine ungewöhnlich kräftige Stützmauer.
Der Chor wird vom Altar von 1693 dominiert; aber es gibt auch mittelalterliche Kalkmalereien aus dem 13., 14. und 15. Jahrhundert. Solche gab es früher auch im Langhaus. Auf der Epistelseite steht eine Kanzel aus dem 18. Jahrhundert mit Schalldeckel.

## Baugeschichte
Bei Untersuchungen des Bodens hat man Reste einer Kirche aus dem 12. Jahrhundert gefunden. Vor dem Bau der heutigen Kirche gab es am selben Ort mindestens ein Kirchengebäude aus Stein, das kurz vor 1200 gebaut worden war. Ein wiedererrichtetes romanisches Portal in der Nordwand des Langhauses erinnert noch an den Vorgänger, ebenso ein stark verwitterter Taufstein, der ungefähr aus dem Jahr 1200 stammt und möglicherweise vom Steinmetzmeister Sighraf gefertigt wurde. Diese ältere Kirche wurde Anfang des 13. Jahrhunderts mit einem Turm versehen.
Im 13. Jahrhundert wurde mit dem Bau der heutigen Kirche begonnen. Sie schloss sich an den Turm der früheren Steinkirche an. In der Mitte des 13. Jahrhunderts wurde das quadratförmige Langhaus errichtet, das aus vier quadratischen Jochen besteht. Diese werden von einer runden Mittelsäule getragen, deren Kapitell mit Reliefs geschmückt ist. Es erinnert sehr an das entsprechende Kapitell in der Kirche von Hellvi, das vom Gotländischen Baumeister und Bildhauer Lafrans Botvidarsson gebaut wurde. Das könnte darauf hindeuten, dass derselbe Baumeister auch hier gewirkt hat. Praktisch unmittelbar nach der Fertigstellung des Langhauses fuhr man mit dem Bau des gerade abgeschlossenen Chores fort, der aus einem einzigen Joch mit runden Diagonalrippen besteht. Man baute auch den Turm weiter in die Höhe.

## Wandmalereien

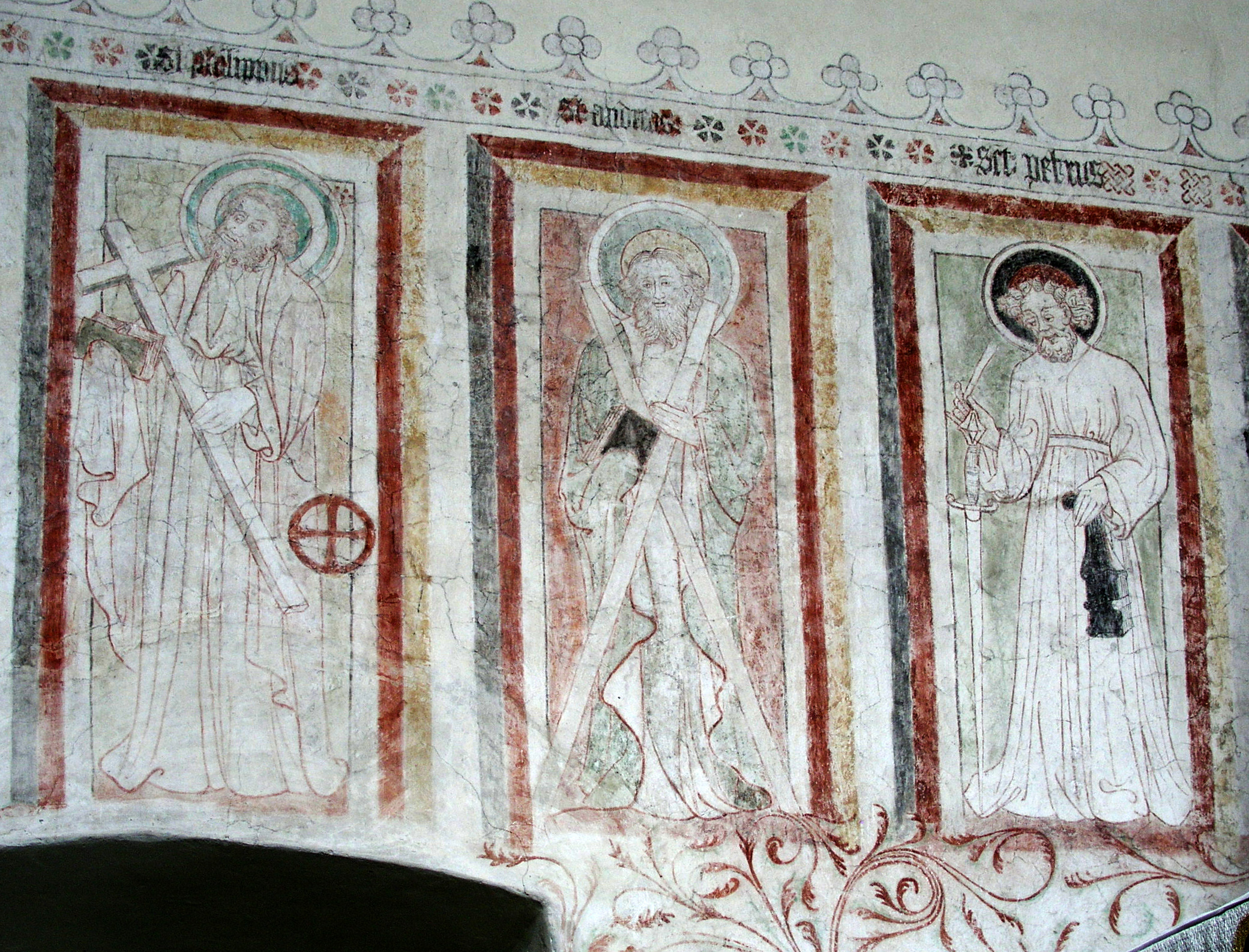
Kirche von Othem, Wandmalereien

Schon in den 1240er Jahren wurden die vier Gewölbekappen des Langhauses dekoriert. In der östlichen wurde der Baum des Lebens mit Wurzeln in einem der Bäche des Gartens Eden gemalt.  
In der nördlichen und der südlichen Kappe findet man mehrere Bäume, und auch die Gewölberippen sind verziert. Im Baum des Lebens haben sich ein paar Vögel niedergelassen. Sie, das heißt die Seelen der Menschen, werden von den Mächten des Bösen, die als Jäger verkleidet sind, beschossen; aber die Pfeile prallen zurück gegen die Schützen. In der westlichen Gewölbekappe tritt die böse Macht in Form eines auffliegenden Drachen auf, welcher seinen Rachen in Richtung des Baumes des Lebens öffnet. In einem Medaillon unter dem Baum des Lebens überwacht Christus das ganze. Ungefähr 1265 waren der Kirchbau und die Dekorationen fertig.
Um das Jahr 1330 herum besuchte ein bedeutender Künstler die Kirche. Auf der nördlichen Seite des Triumphbogens malte er Maria mit dem Jesuskind, ein ungewöhnlich hochwertiges Kunstwerk.
Zur folgenden Jahrhundertwende trat der so genannte Othemsmeister (Othemsmästare) auf, der auch in der Kirche von Fide Kalkmalereien anfertigte. In Othem malte er Christus als König, umgeben von Lehrjungen, sowie auf jeder Seite des Altars den Apostel Paulus und Sankt Dionysius, der Bischof und vielleicht der Schutzpatron der Kirche war.
Im Jahr 1693 wurden alle mittelalterlichen Malereien übertüncht, und im Chor wurde ein Sandsteinaltar eingesetzt.

## Inneneinrichtung
- Ein verwitterter Taufstein, ungefähr aus dem Jahr 1200, wurde möglicherweise von dem gotländischen Steinmetzen Sighraf geschaffen.
- Im Triumphbogen hängt ein Triumphkreuz, das den Siegenden Christus am Kruzifix darstellt.
- Der 1693 von Mårten Fries und Margareta Schröder gestiftete Altar aus Sandstein stellt die Kreuzigung Jesu dar.
- Die Kanzel mit Schalldeckel wurde in den 1730er Jahren eingebaut.
- Um 1740 erhielt die Kirche neue Bänke.
- Im Jahr 1774 wurde eine neue Empore gebaut. Ihre Brüstung wurde 1776 vom Feldwebel und Kirchenmaler Johan Nicolaus Weller (1723–1785) verziert, der die vier Evangelisten und Jesus im Alter von zwölf Jahren im Tempel von Jerusalem malte.
- Im Jahr 1854 wurde eine Kirchenorgel des Orgelbauers Anders Vilhelm Lindgren (1807–1860) aus Stockholm installiert. Sein Orgelprospekt ist noch immer vorhanden, obwohl das Innere inzwischen ausgetauscht wurde.
- Die moderne Holzskulptur einer Maria mit dem Jesuskind oberhalb des Taufsteins wurde von dem schwedischen Künstler Bertil Nyström  (* 1900) aus Slite gefertigt.

Kirche von Othem
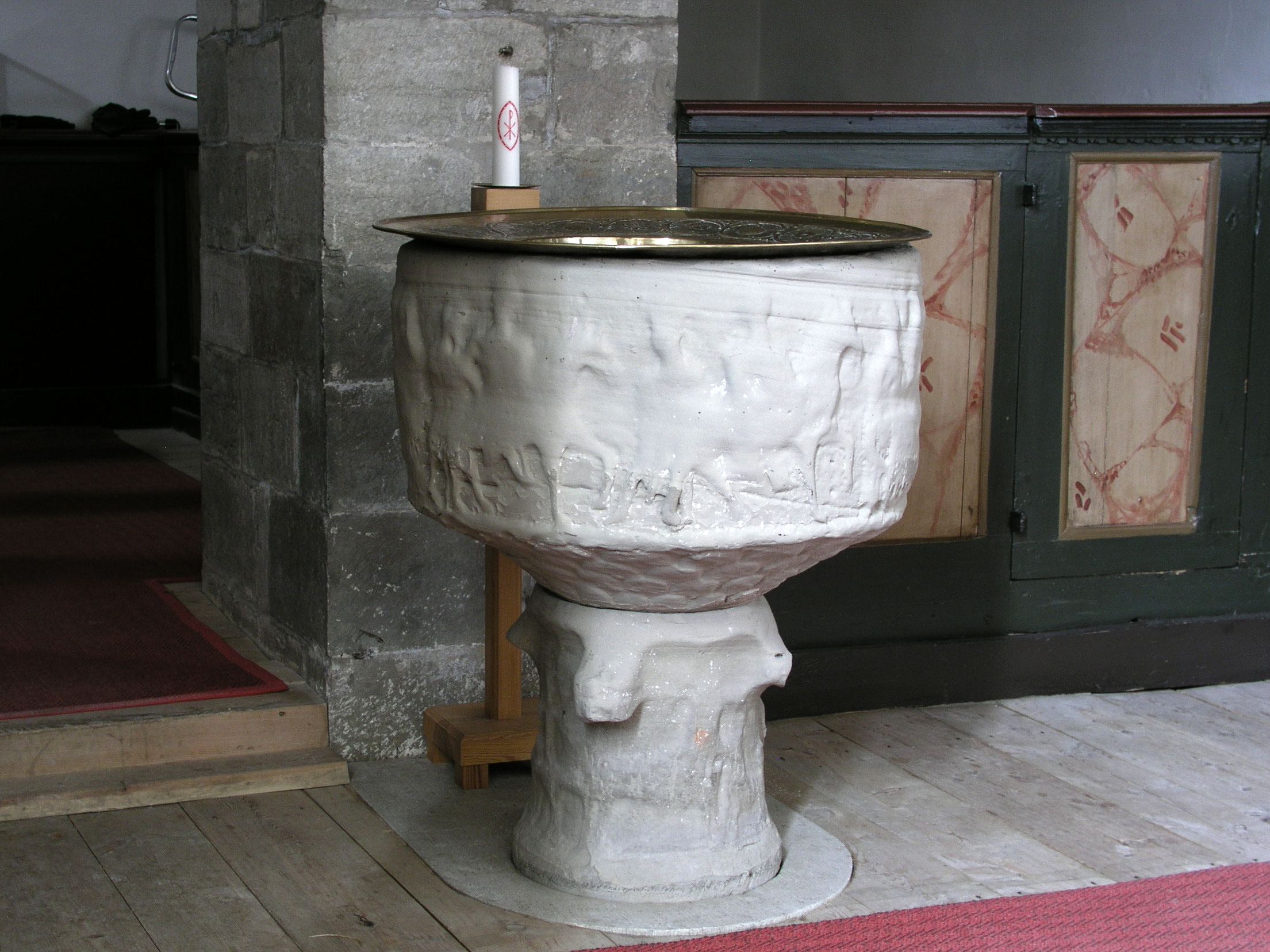
Taufstein, Ende des 12. Jahrhunderts
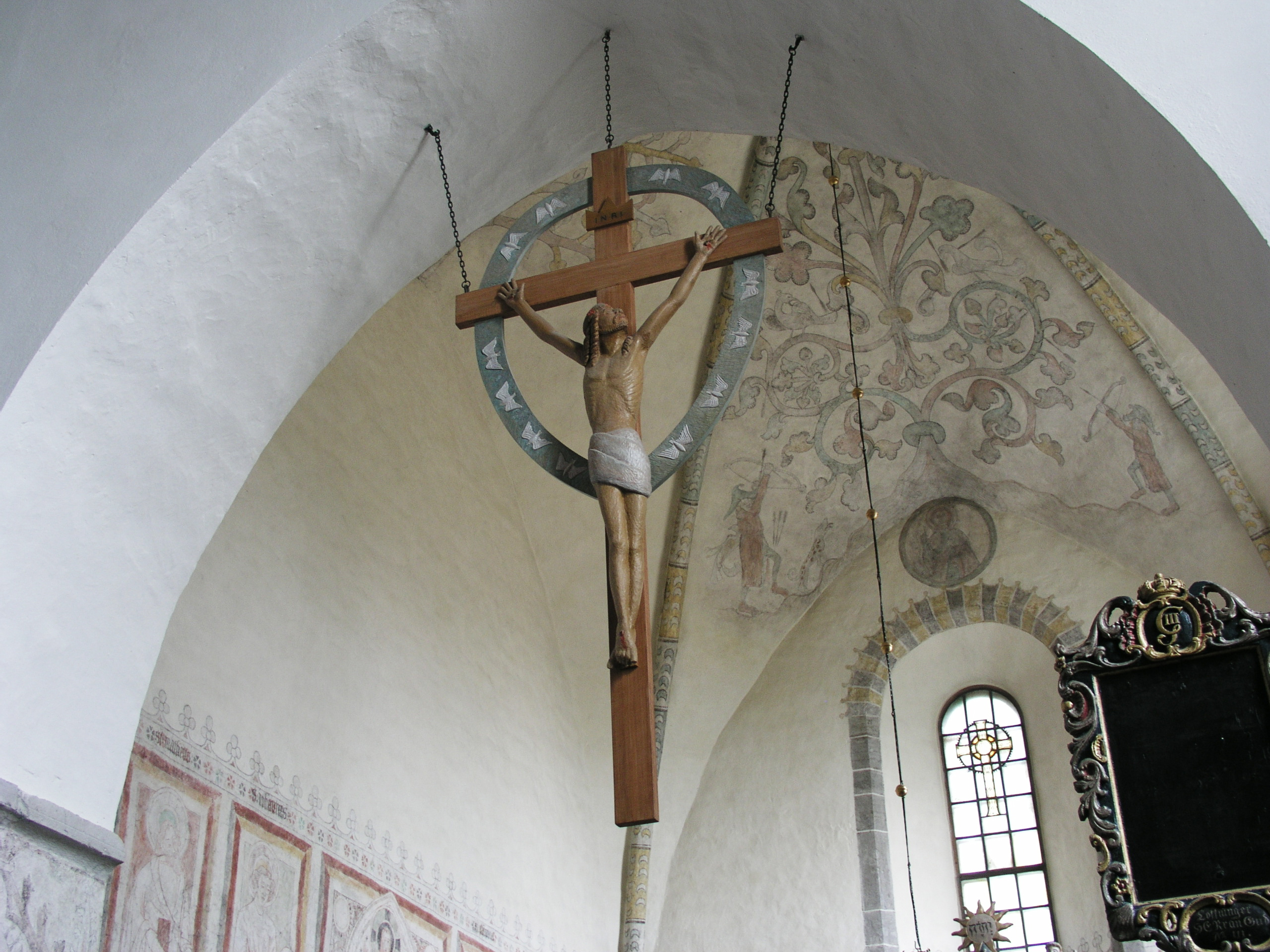
Triumphkreuz
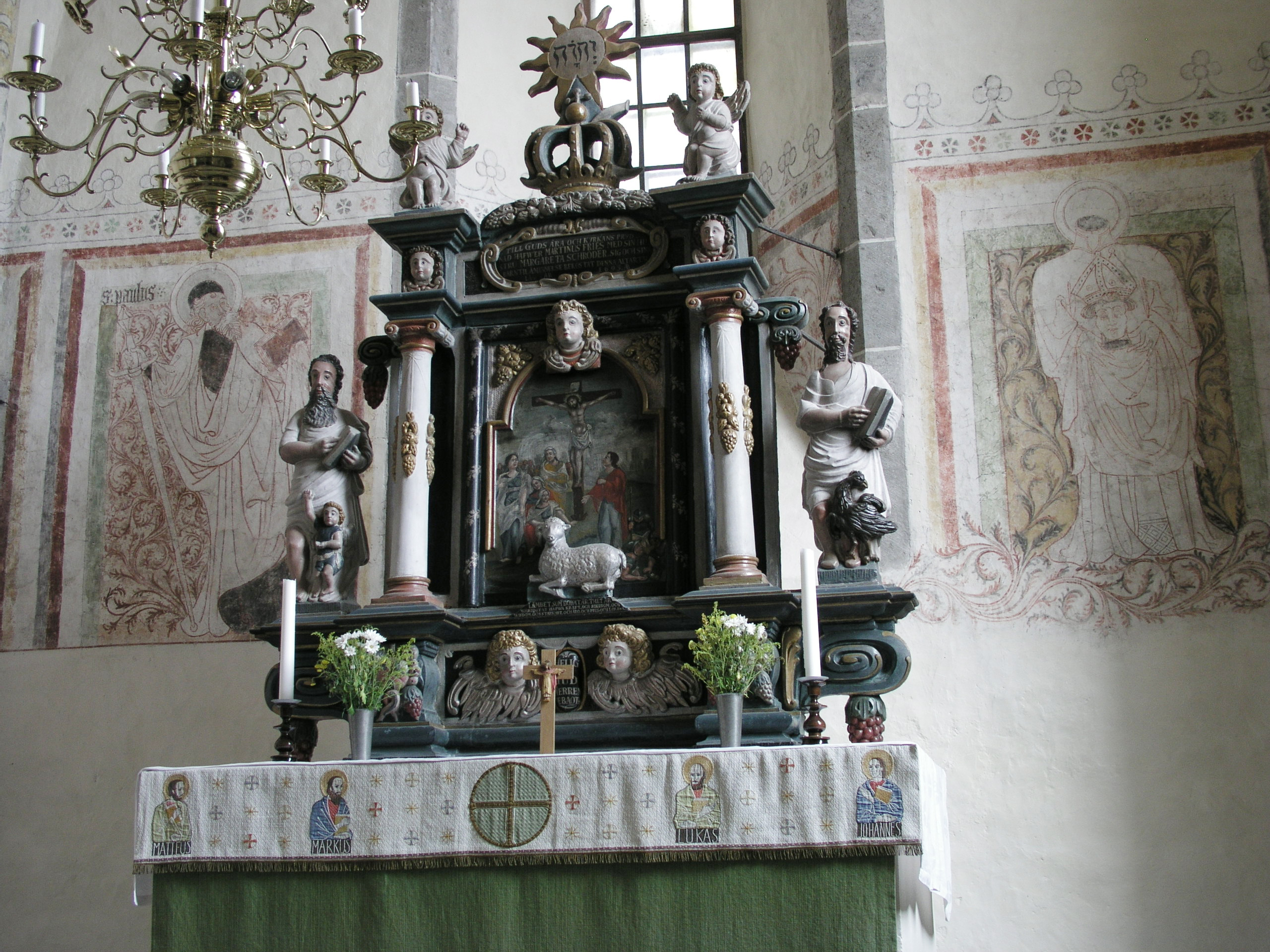
Altar von 1693
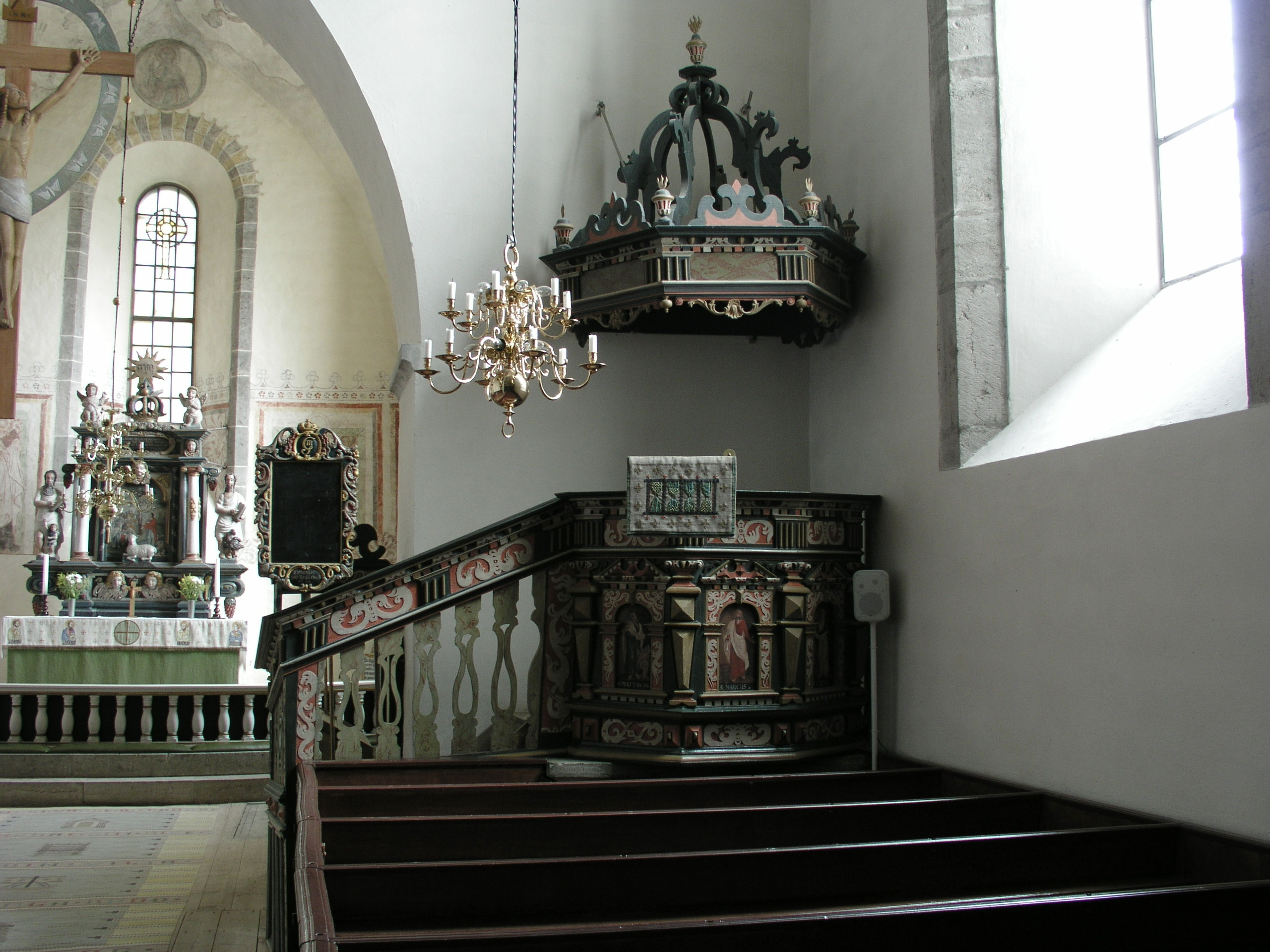
Kanzel aus dem 18. Jahrhundert
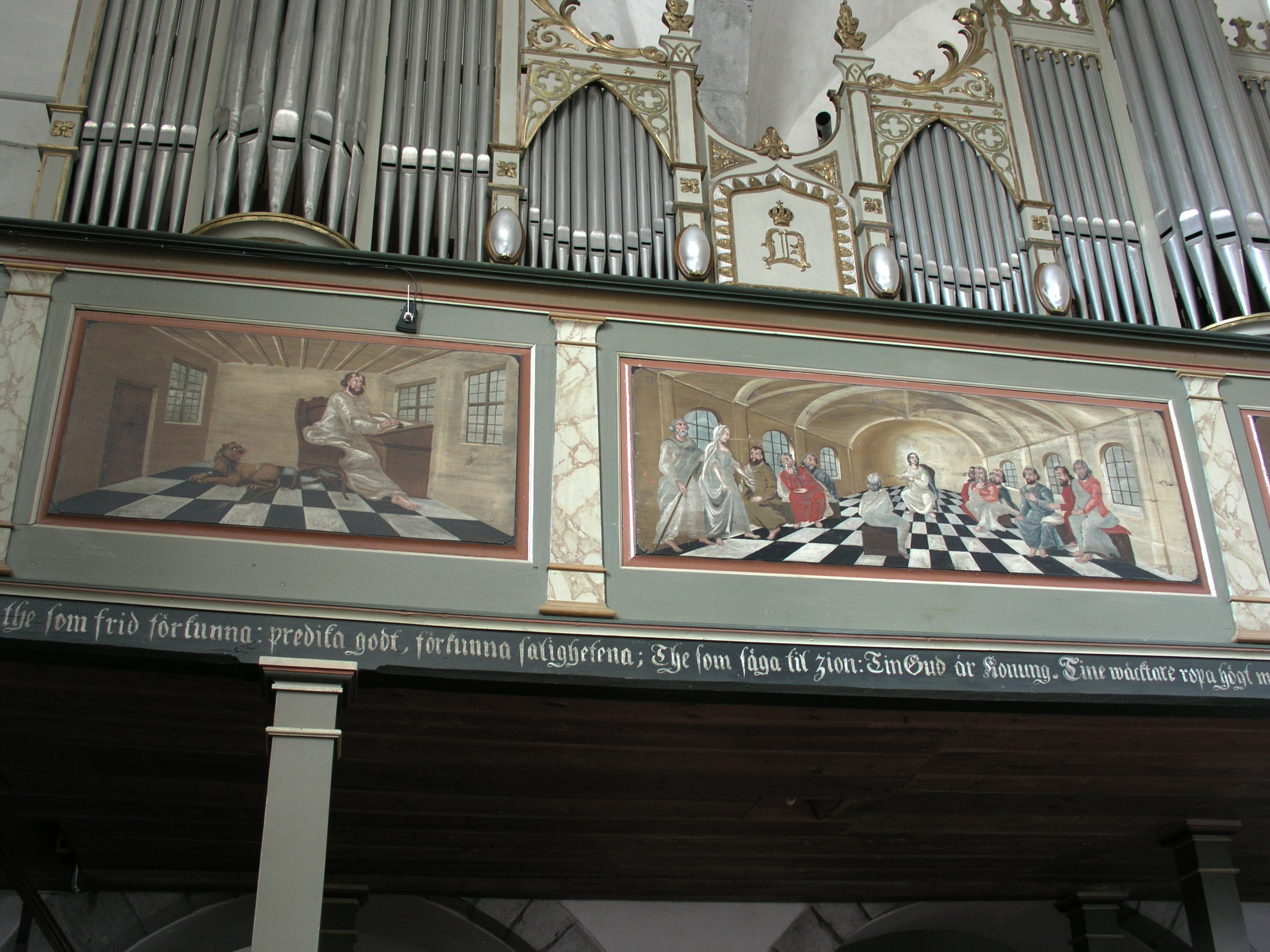
Malereien auf der Emporenbrüstung

## Die Kirche in der Neuzeit
In einer Nacht im März 1908 entstand in der Kirche Feuer, und am Morgen war sowohl im Turm als auch im Langhaus und Chor das Holz vom Feuer verzehrt. Man konnte mit der Kirchenglocke Alarm schlagen, bevor sie herunterfiel und zerbrach. Glücklicherweise konnte man loses Inventar, unter anderem das Kirchensilber und alle alten Dokumente, retten. Der Brand war vermutlich durch einen Bruch im Heizungssystem entstanden. Im Jahr danach bekam die Kirche ein neues Dach über dem Langhaus und dem Chor. Bei dieser Gelegenheit achtete man darauf, die mittelalterlichen Malereien, die 1693 übertüncht worden waren, wieder freizulegen.
Im Jahr 1952 wurde die Kirche nach einem Vorschlag des Architekten Erik Fant (1889–1954) restauriert.
Im Jahr 2000 wurde die Kirche renoviert, und im August 2004 war ein Dachmaler ganz oben auf der Spitze des Turmes tätig.

## Grabdenkmäler
Auf beiden Seiten des Altars liegen zwei Grabsteine mit Runeninschriften, die an Halvard in Angabo und Niklas in Kikin erinnern. Im Chor gibt es weiter eine Grabplatte mit Majuskelinschrift. Darunter war ursprünglich der Pfarrer Nicolaus († 1338) begraben.

## Orgel

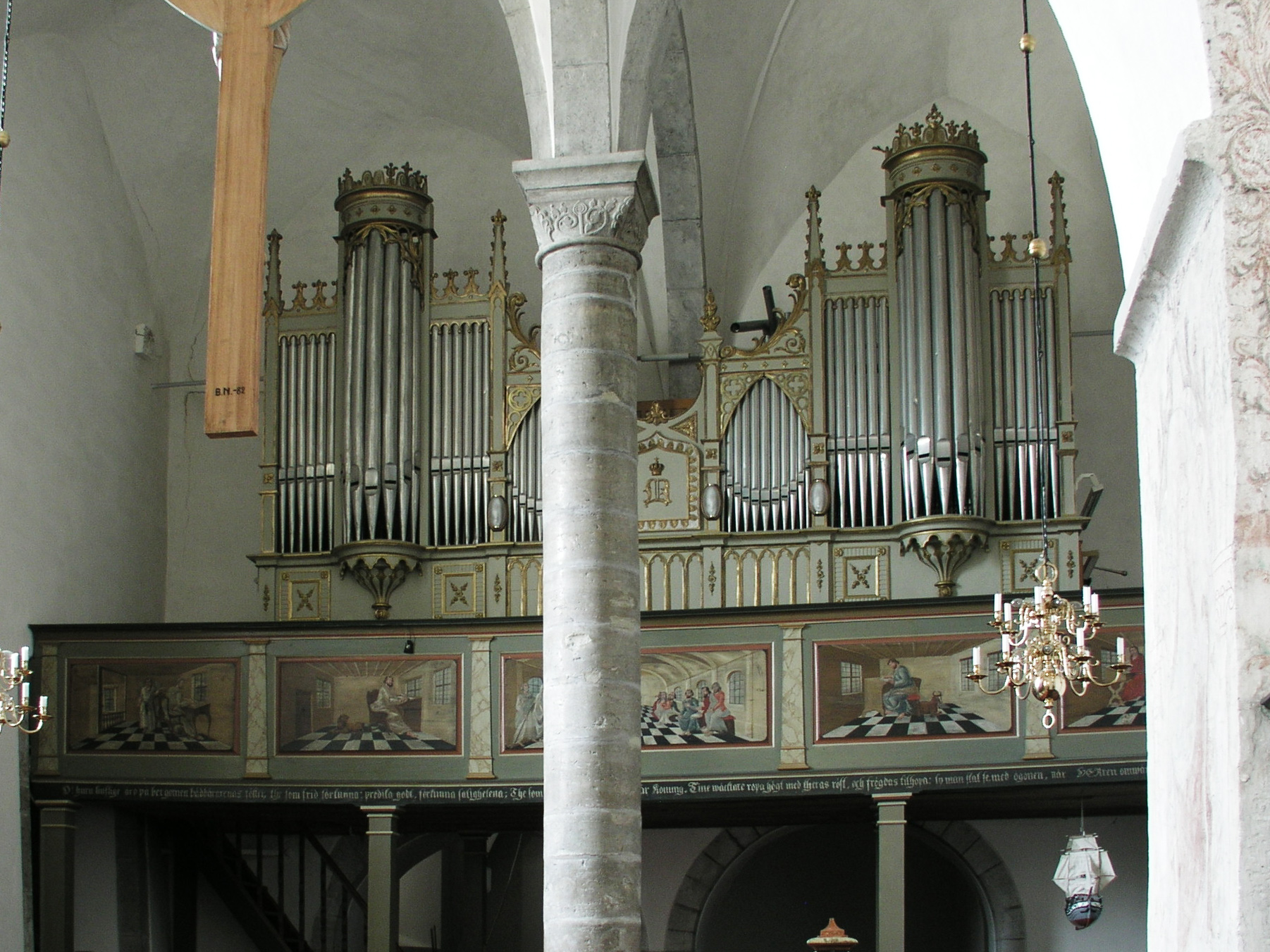
Orgel mit Prospekt von A. V. Lindgren (1854)

- 1854: Orgelbauer Anders Vilhelm Lindgren (1807–1860) aus Stockholm baut eine Orgel mit zehn Registern.
- 1924: Die Firma Mattias Johan (1851–1929) & Harald Lindegren aus Göteborg baut hinter Vilhelm Lindgrens Prospekt eine pneumatische Orgel mit elf Registern.

Disposition:
| Manual I            | Manual II       | Pedal       | Koppel   |
| Borduna 16′         | Rohrflöte 8′    | Subbass 16′ | I/P      |
| Prinzipal 8′        | Salicional 8′   |             | II/P     |
| Gamba 8′            | Voix céleste 8′ |             | II/I     |
| Flûte harmonique 8′ | Violine 4′      |             | 4′I/I    |
| Oktava 4′           |                 |             | 16′II/II |
| Echoflöte 4′        |                 |             |          |

- 1983 bis 1984: Die Firma A. Mårtenssons orgelfabrik aus Lund baut hinter Anders Vilhelm Lindgrens Prospekt eine mechanische Orgel mit 14 Registern ein.

Disposition:
| Hauptwerk           | Schwellwerk        | Pedal         | Koppel                |
| Flûte harmonique 8′ | Rohrflöte 8′       | Subbass 16′   | Hauptwerk/pedal       |
| Gedackt 8′          | Salizional 8′      | Quintadena 4′ | Schwellwerk/Pedalwerk |
| Gamba 8′            | Voix céleste 8′    |               | Schwellwerk/Hauptwerk |
| Prinzipal 4′        | Koppelflöte 4′     |               |                       |
| Echoflöte 4′        | Blockflöte 2′      |               |                       |
| Gemshorn 2′         |                    |               |                       |
| Kornett III chor.   | Kreszendoschweller |               |                       |